# Maturín
Maturín és la capital de l'estat de Monagas a Veneçuela. L'àrea metropolitana de Maturín té una població de 401.384 habitants. Maturín també és un centre de transport regional molt concorregut, que connecta rutes des de la costa nord-est fins al Delta de l'Orinoco i la Gran Sabana.

## Història

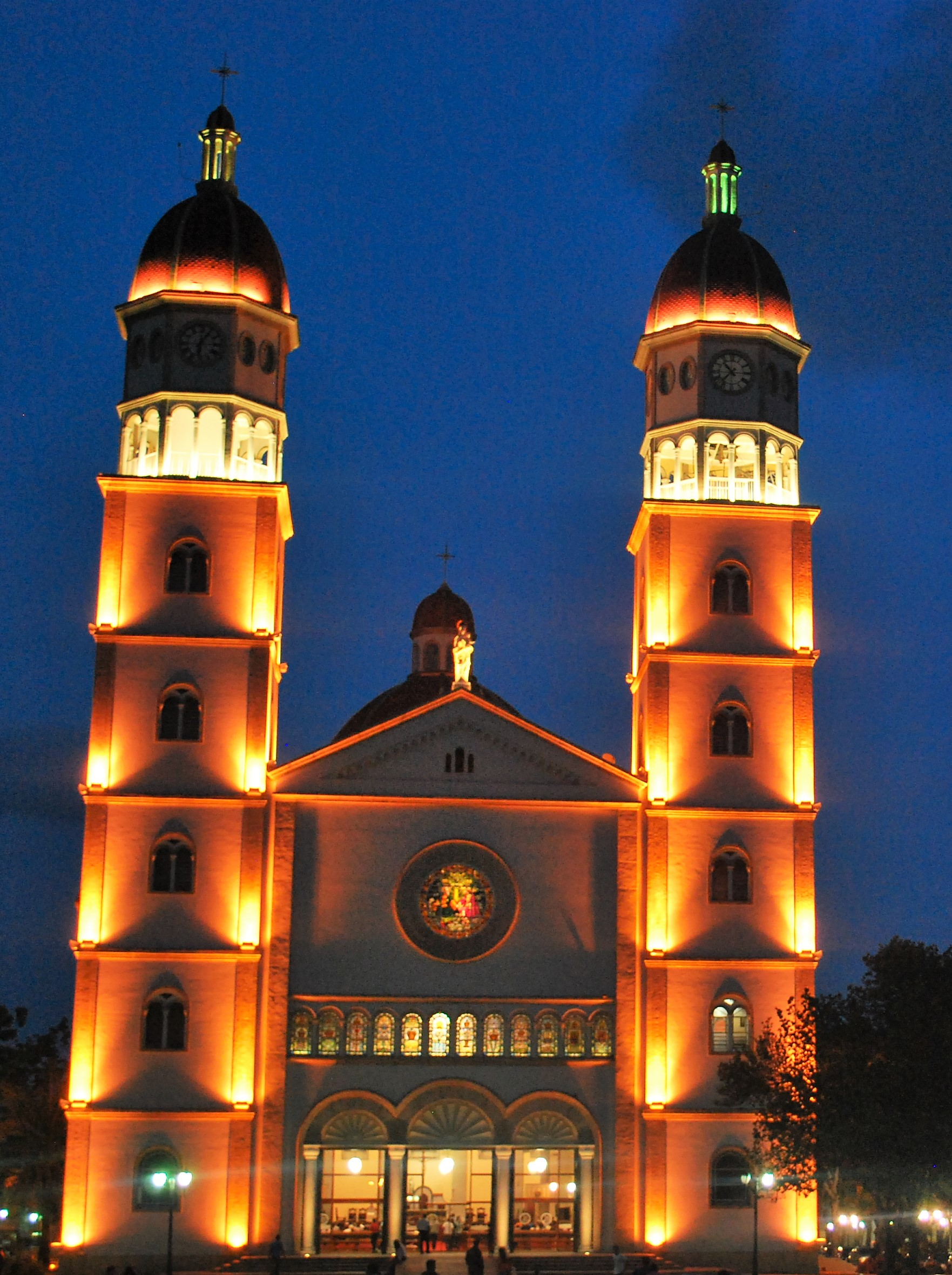
Catedral Nuestra Señora del Carmen.

El 7 de desembre de 1760 és la data oficial de la fundació de Maturín (segons l'Acadèmia d'Història de Veneçuela) pel missioner franciscà Lucas de Zaragoza. No obstant, el jesuïta Pablo Ojer trobà un document a l'Arxiu General d'Índies que provà una fundació anterior de la ciutat l'any 1722. L'antiga ciutat va rebre el nom de San Juan de la Tornera de Maturín, que feia referència al governador Juan de la Tornera y Sota. Aquesta ciutat no va sobreviure per la manca de població i més tard va néixer San Judas Tadeo de Maturín, nom donat per Lucas de Zaragoza a la missió creada per a la conversió dels nadius. Al segle xix va rebre el títol de ciutat amb el nom San Fernando de Maturín.

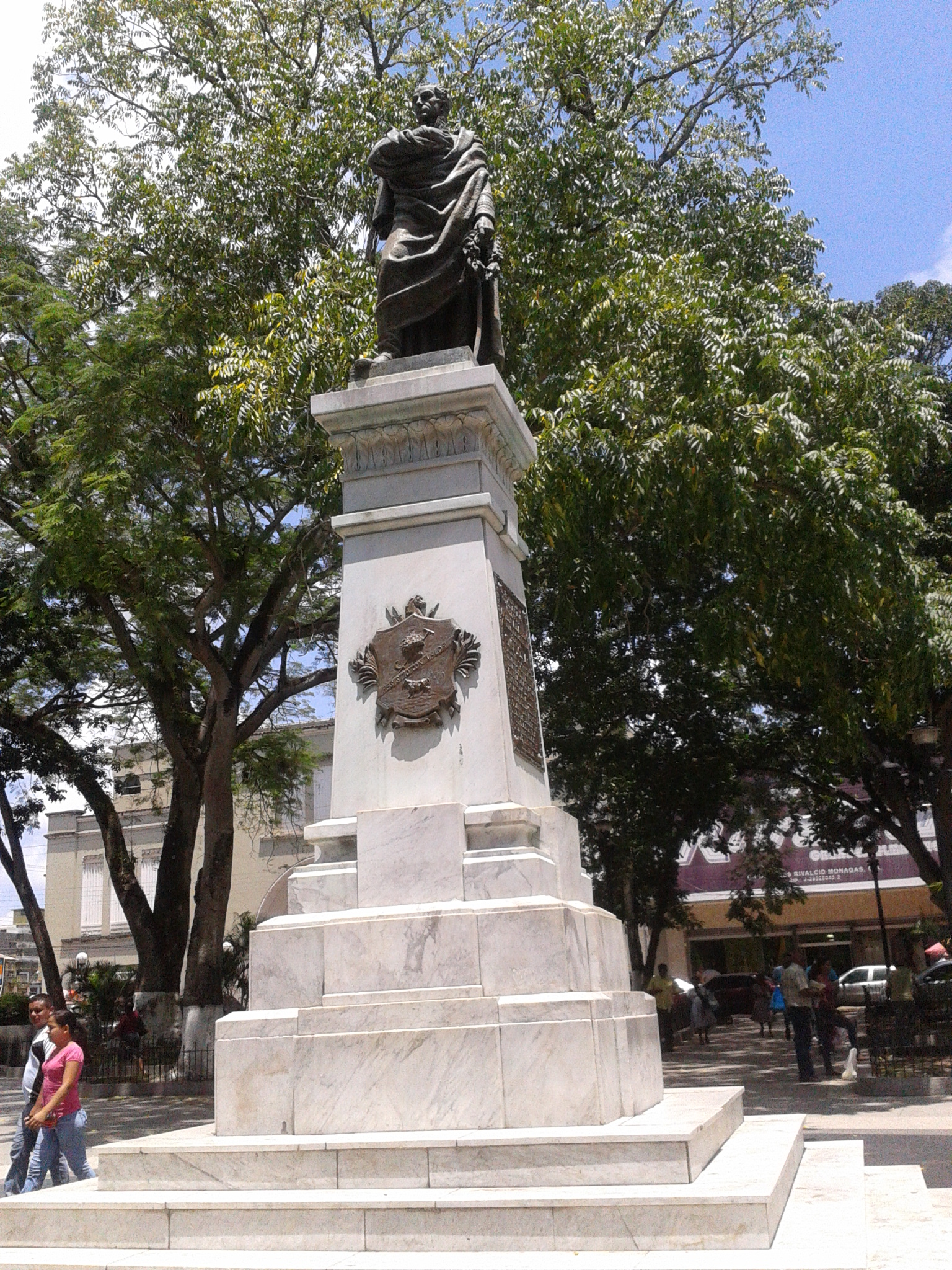
Plaza Bolívar de Maturín
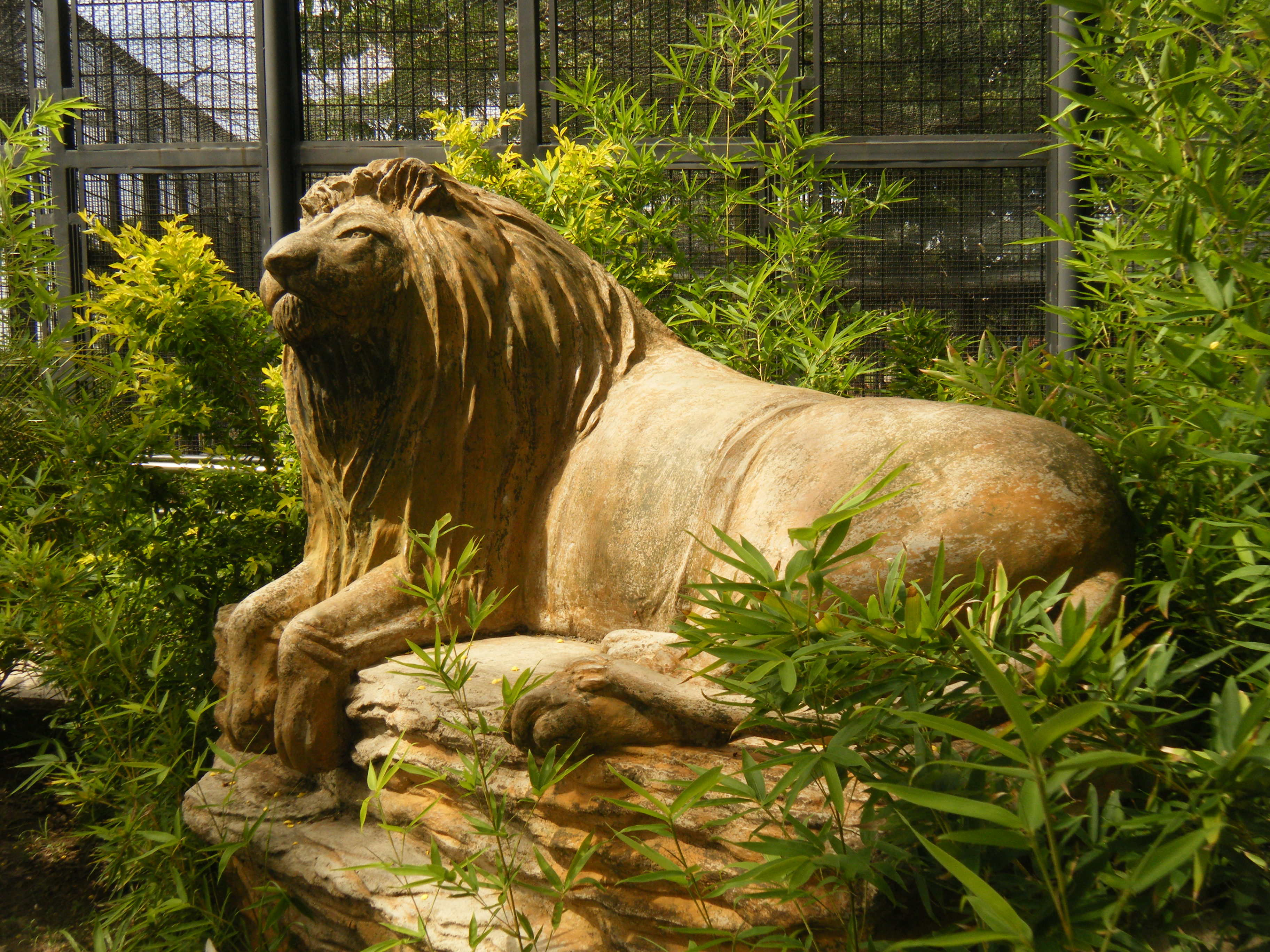
Parc La Guaricha
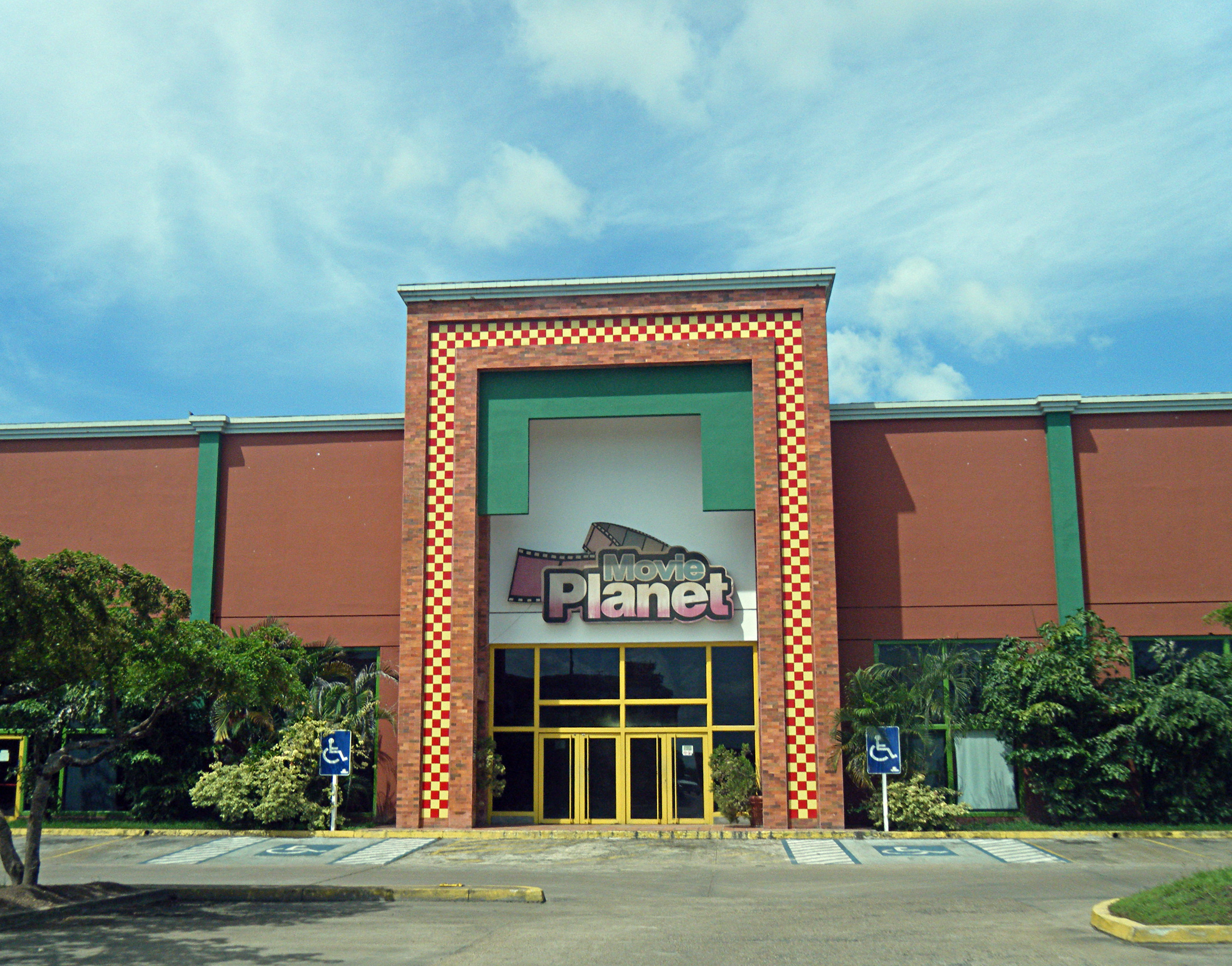
Cinema Movie Planet
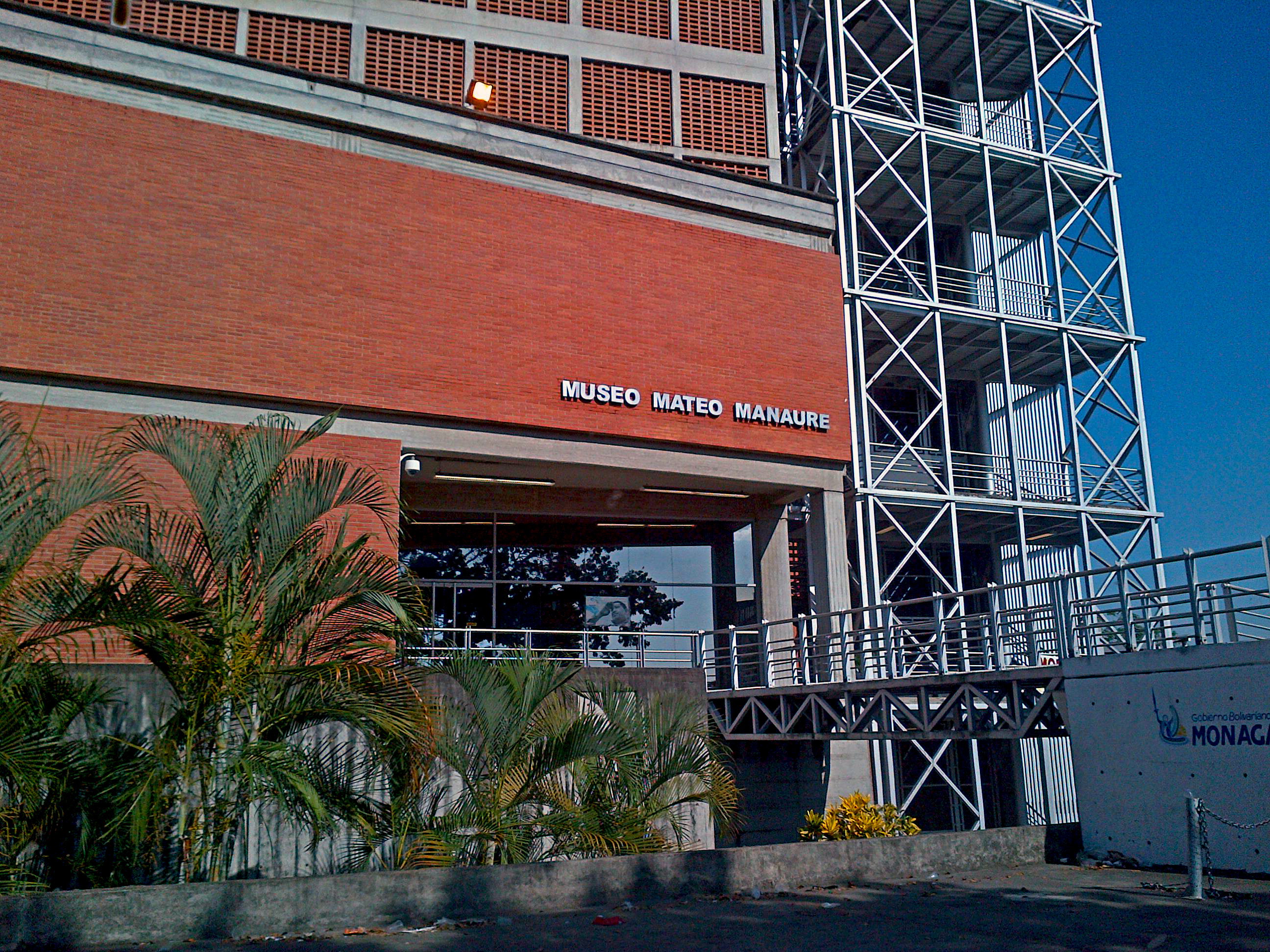
Museu Mateo Manaure
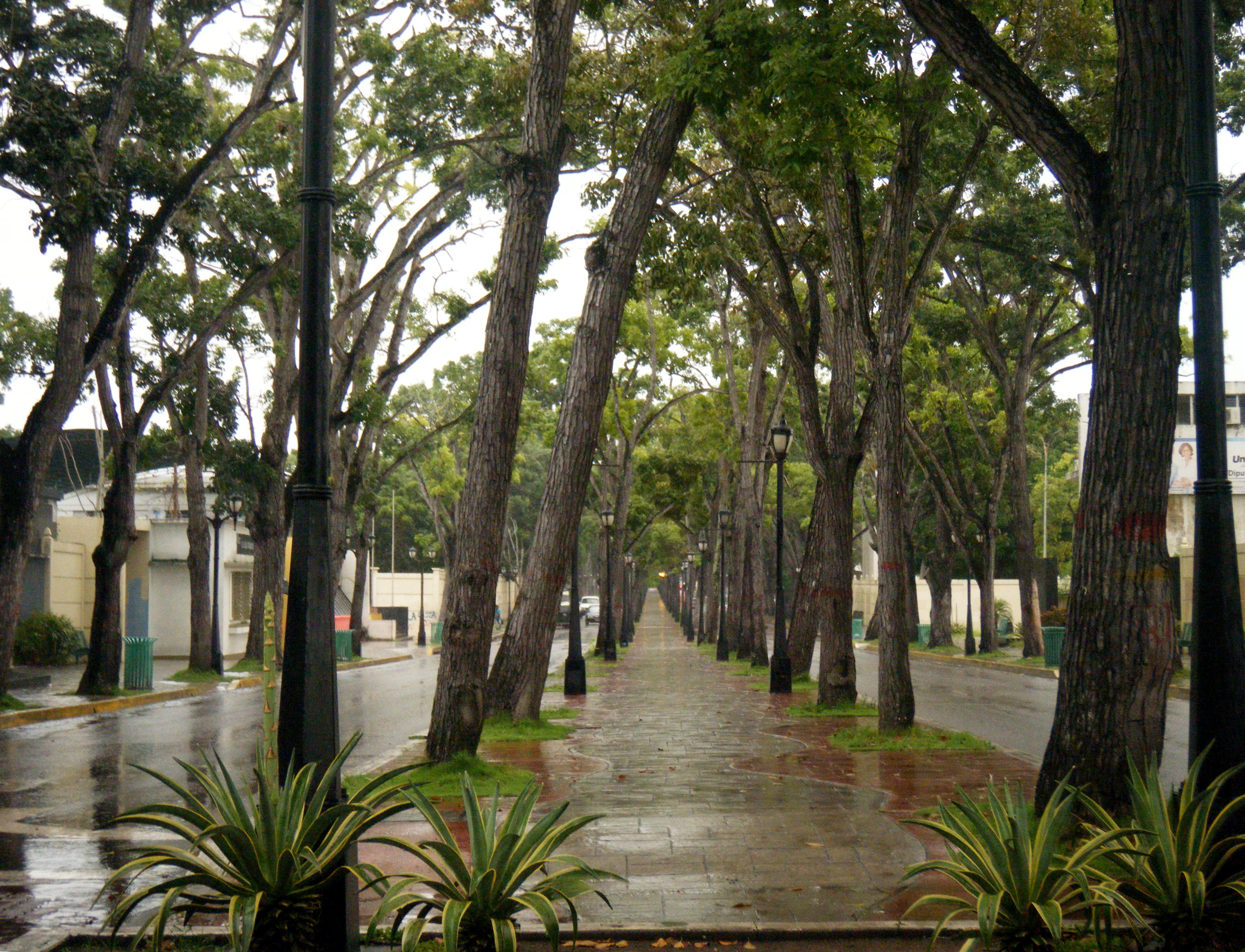
Avinguda Bolívar de Maturín
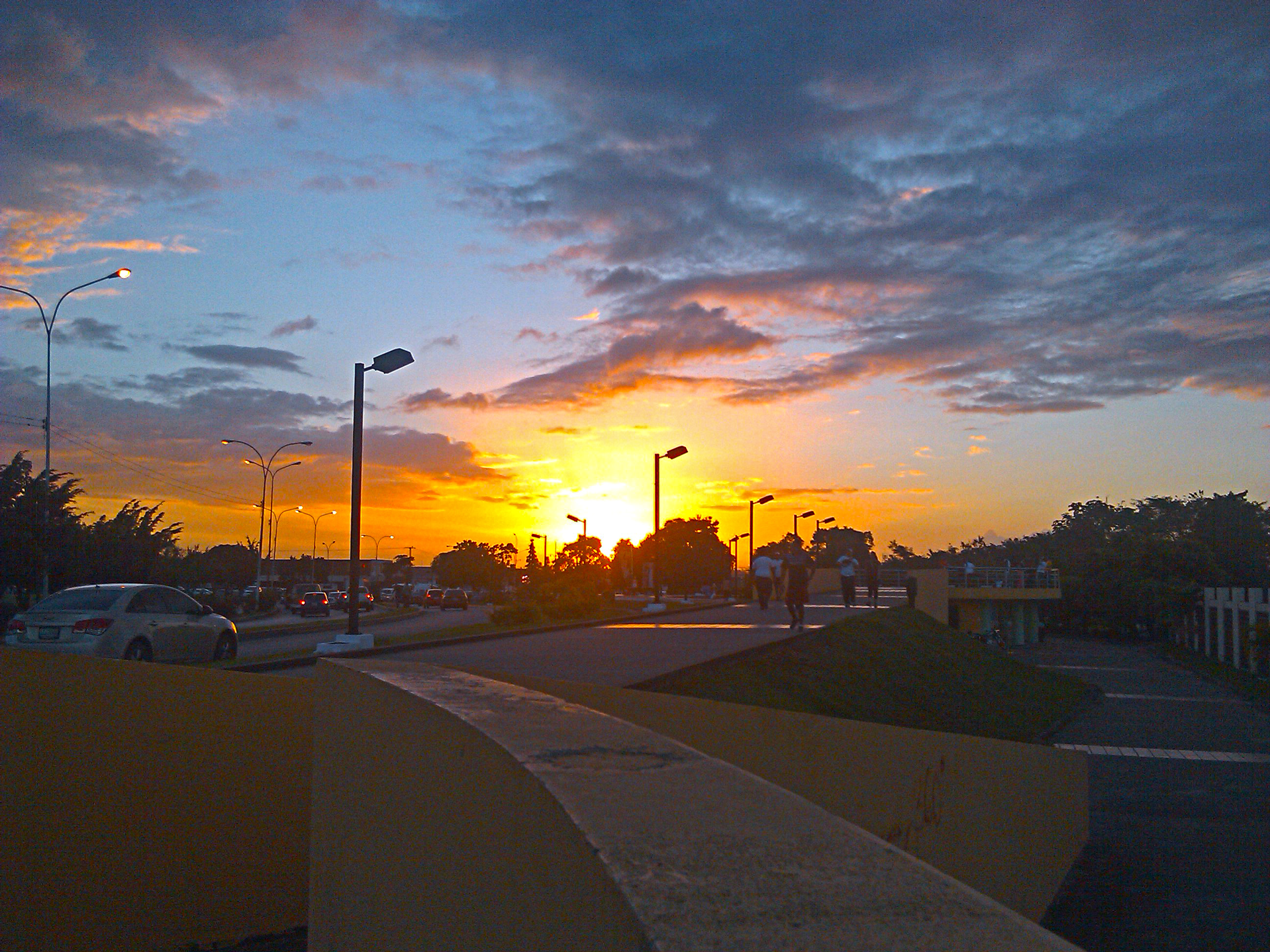
Posta de sol a Maturín
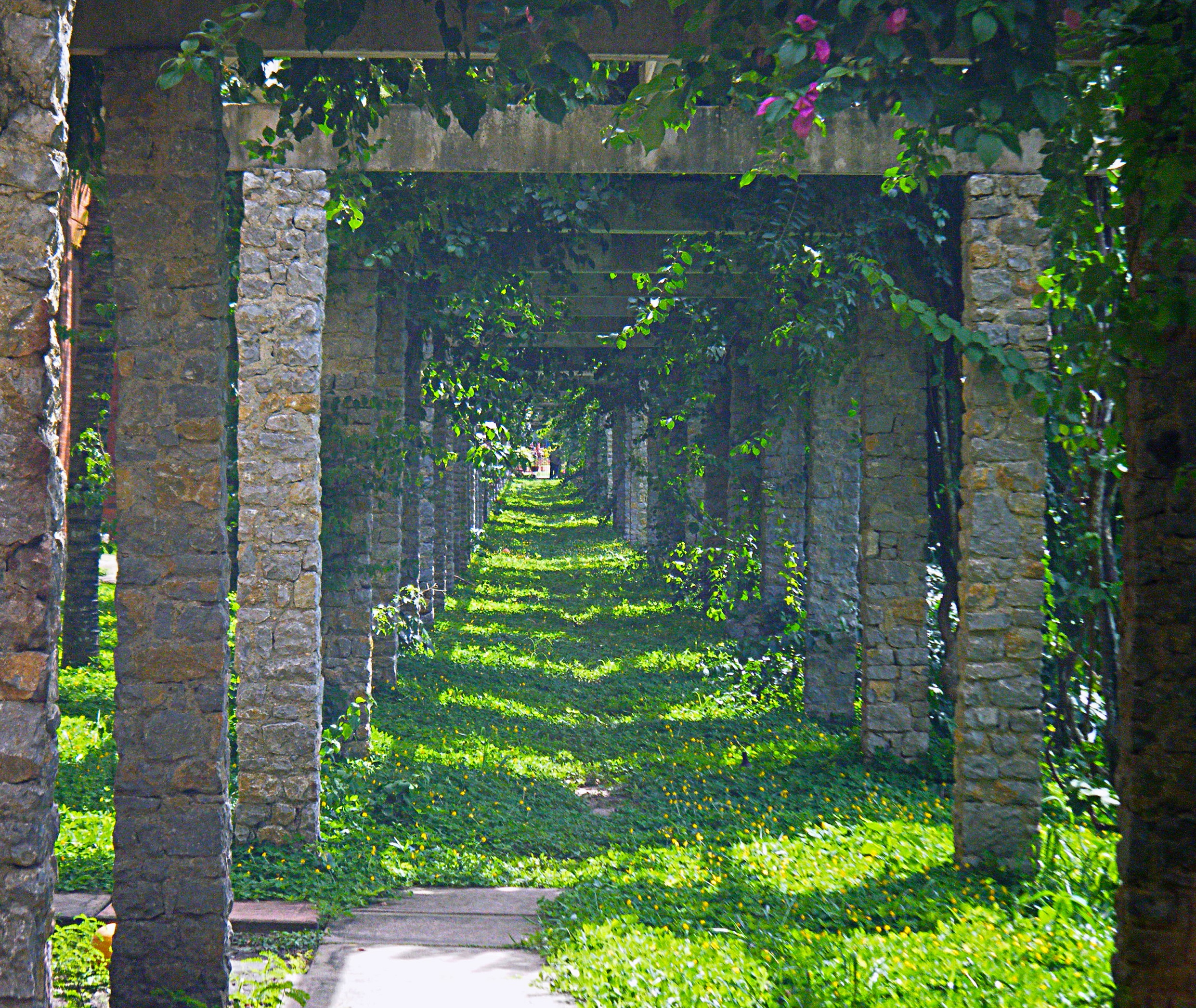
Camí de flors al centre comercial La Cascada de Maturín
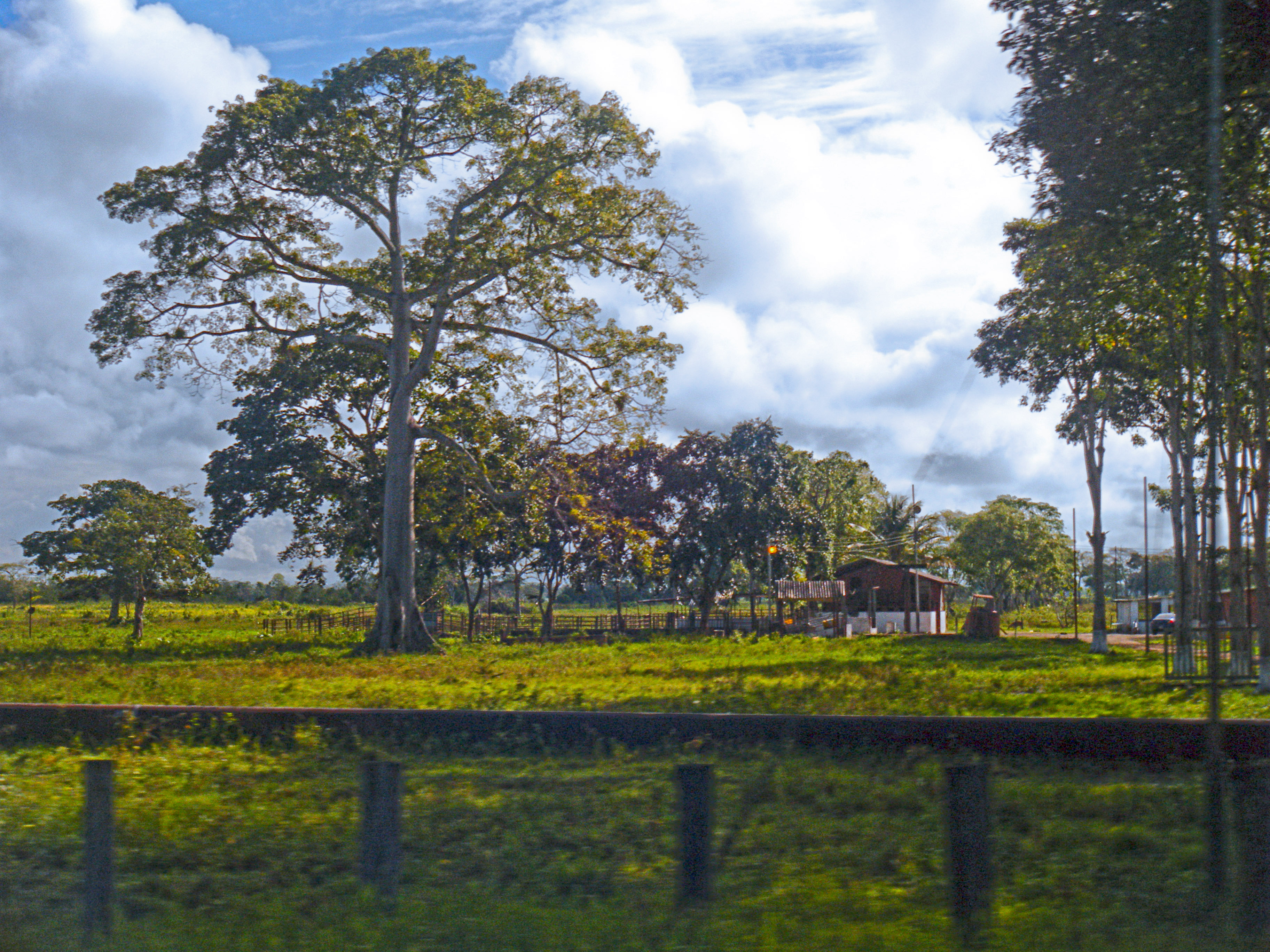
Paisatge a Maturín